# Seznam ameriških glasbenikov
Seznam ameriških glasbenikov.

## Po glasbilih
- seznam ameriških basistov
- seznam ameriških bobnarjev
- seznam ameriških DJjev
- seznam ameriških harmonikarjev
- seznam ameriških kitaristov
- seznam ameriških klarinetistov
- seznam ameriških orglavcev
- seznam ameriških pevcev
- seznam ameriških pianistov
- seznam ameriških saksofonistov
- seznam ameriških trobentarjev
- seznam ameriških trombonistov
- seznam ameriških violistov
- seznam ameriških violončelistov
- seznam ameriških violonistov

## Po zvrsti
- seznam ameriških pop glasbenikov
- seznam ameriških soul glasbenikov
- seznam ameriških techno glasbenikov
- seznam ameriških bluegrass glasbenikov
- seznam ameriških blues glasbenikov
- seznam ameriških klasičnih glasbenikov
- seznam ameriških country glasbenikov
- seznam ameriških elektronskih glasbenikov
- seznam ameriških folk glasbenikov
- seznam ameriških funk glasbenikov
- seznam ameriških hip hop glasbenikov
- seznam ameriških jazz glasbenikov
- seznam ameriških punk glasbenikov
- seznam ameriških R&B glasbenikov
- seznam ameriških rock glasbenikov